# Terrorizer
Terrorizer — американская дэтграйнд-группа, сформированная в 1986 в Лос-Анджелесе. Первоначальный состав включал в себя Оскара Гарсиа (вокал, гитара), Джесси Пинтадо (ведущая гитара), Альфреда «Garvey» Истраду (бас) и Пита Сэндовала (ударные). После роспуска группы её члены получили признание, играя в таких влиятельных группах, как Morbid Angel (Дэвид Винсент, Пит Сэндовал), Napalm Death (Джесси Пинтадо) и Nausea (Oscar Garcia, Альфред «Garvey» Истрада).

## История
Группа выпустила свой дебютный альбом World Downfall в 1989 году; альбом содержащий две репетиционные сессии группы с 1987 года, был выпущен в 2003. Он считается одним из классических альбомов раннего грайндкора.
В начале 2005 года появился слух что группа решила воссоединиться в их оригинальном составе, который подтвердился, когда в августе 2006 на лейбле Century Media Records был выпущен их второй полноформатный студийный альбом — Darker Days Ahead. Через несколько дней после его выпуска, 27 августа 2006 года, скончался от печеночной недостаточности один из основателей группы — Джесси Пинтадо.
По состоянию на июнь 2009 года, группа была снова воссоздана и приступила к работе над новым материалом для его возможного дальнейшего релиза. Один из новых демотреков «Hordes of Zombies» доступен для прослушивание на странице MySpace группы. Между тем, остается неясным, будет ли найдена замена для Пинтадо.
В ноябре 2012 года, барабанщик Пит Сандовал анонсировал начало создания нового материала для следующего альбома. Четвертый альбом под названием Caustic Attack вышел осенью 2018 года под лейблом The End Records.

## Участники

### Текущий состав
- Энтони Резхок — вокал.
- Тони Норман — гитара.
- Пит Сандовал — ударные.

### Основатели группы
- Оскар Гарсиа — вокал, гитара.
- Джесси Пинтадо (1969—2006) — гитара.
- Альфред «Garvey» Истрада — бас-гитара.

## Дискография
Студийные альбомы
- World Downfall (1989)
- Darker Days Ahead (2006)
- Hordes of Zombies (2012)
- Caustic Attack (2018)

Сплит-альбомы
- Terrorizer / Nausea (1988)

Демо
- Nightmares (1987)
- Demo '87 (1988)